# Jean Edouard Henri d'Haubersart
Jean Edouard Henri d'Haubersart (11 mars 1772 - Douai ✝ 22 octobre 1812 - Ben Alcazar, près de Cordoue, Espagne), est un militaire et français du XIXe siècle.

## Biographie
Fils cadet d'Alexandre Joseph Séraphin d'Haubersart, sénateur du Premier Empire, « et de demoiselle Rosalie-Ursule-Claire Raison, son épouse », son père, le destinant à la carrière militaire, dirigeait ses études pour le faire entrer à l'École polytechnique ; mais impatient des retards que lui causait cette voie d'admission dans l'armée, l'ardent jeune homme put à dix-sept ans se ranger sous les étendards du 7e régiment de chasseurs à cheval, en Allemagne.
Après trois campagnes faites avec bravoure, d'Haubersart fut nommé sous-lieutenant au 16e régiment de dragons. Blessé à Austerlitz, il fut peu de temps après fait lieutenant. Le général Claude Louis Constant Corbineau, aide de camp de l'Empereur, se l'attacha alors en qualité d'aide de camp.
Chargé de dépêches importantes de l'Empereur pour un général français, séparé du quartier-général par un corps d'armée ennemi, d'Haubersart fut rencontré et arrêté par des troupes prussiennes. Après quatre mois de captivité, on le comprit dans un cartel d'échange ; mais il ne retrouva plus son digne général qui, quelques jours auparavant, avait été tué par un boulet sur le champ de bataille d'Eylau.
Capitaine au 20e régiment de dragons, en 1806, il passa à l'armée d'Espagne, où il se conduisit avec une grande valeur. En 1808, il fut élevé au grade de chef d'escadron pour avoir, par son sang-froid et son audace, sauvé son régiment d'un complet désastre. Il dut à un autre fait d'armes le grade de major du 17e régiment de dragons.
Dans la journée du 16 janvier 1809, il commanda devant La Corogne l'une des brillantes charges dirigées par le général Merle. Le colonel du régiment de dragons était alors malade en France, le major d'Haubersart en prit le commandement.
Pendant trois ans il fut à sa tête, et il se conduisit avec tant de distinction qu'en 1812 le maréchal duc de Dalmatie, général en chef des armées d'Andalousie et d'Estramadure, lui confia le commandement d'un corps de cavalerie et d'infanterie avec mission de repousser des confins de l'Andalousie les bandes de guérillas qui les infestaient. Il s'acquitta de cette mission pénible et difficile avec bonheur et de manière à mériter les éloges du maréchal ; mais il ne le fit qu'au détriment de sa santé.
Les marches continuelles, les combats quotidiens, les privations, l'obligation de bivouaquer continuellement, la chaleur intense du climat, lui occasionnèrent une maladie aiguë, à laquelle il succomba, à Ben-Alcazar, près de Cordoue, en 1812, à l'âge de 40 ans.
Il était légionnaire depuis de 1er octobre 1807.